# ARM Cortex-A715
L'ARM Cortex-A715 és la CPU Cortex "gran" ARMv9 de segona generació. En comparació amb el seu predecessor, el Cortex-A710, la CPU Cortex-A715 destaca per tenir un augment del 20% en l'eficiència energètica i una millora del 5% en el rendiment. El Cortex-A715 mostra un rendiment comparable a la CPU Cortex-X1 de la generació anterior. Aquesta generació de xips que comença amb l'A715 elimina el suport natiu de 32 bits, que es nota com un possible problema en les càrregues de treball de 32 bits. Forma part d'Arm's Total Compute Solutions 2022 (TCS22) juntament amb Arm's Cortex-X3, Cortex-A510, Arm Immortalis-G715 i CoreLink CI-700/NI-700.

## Canvis d'arquitectura en comparació ambARM Cortex-A710
El processador implementa els canvis següents:
- Amplada de descodificació: 5 (augment de 4)
- S'ha eliminat la memòria cau de microoperacions (MOP) (anteriorment 1,5 k entrades)

## Ús
- MediaTek Dimensity 9200
- Qualcomm Snapdragon 8 Gen 2